# Toyota AA
La Toyota Model AA a été la première voiture produite par Toyota. Environ 1000 unités du véhicule ont été produites et vendues entre 1936 et 1943. Il était inspiré de la Chrysler Airflow, qui a été importée au Japon jusqu'en 1936. Le AA a finalement été remplacé par la beaucoup plus petit Toyota SA qui était inspirée de la Volkswagen Beetle.

## Histoire
Trois prototypes A1 ont été achevés en mai 1935. Aucun d'entre eux n'a survécu. Ils ont été bénis lors d'une cérémonie bouddhiste et Kiichiro Toyoda a ensuite conduit l'un d'entre eux sur la tombe de Sakichi Toyoda, son père, qui lui a donné le capital de départ pour démarrer une usine automobile. Une fois les prototypes terminés, Toyota s'est ensuite tourné vers le camion G1 car il était plus susceptible d'être rentable à court terme. Après la production du G1, la société a pu consacrer des ressources au développement des voitures particulières AA et AB.

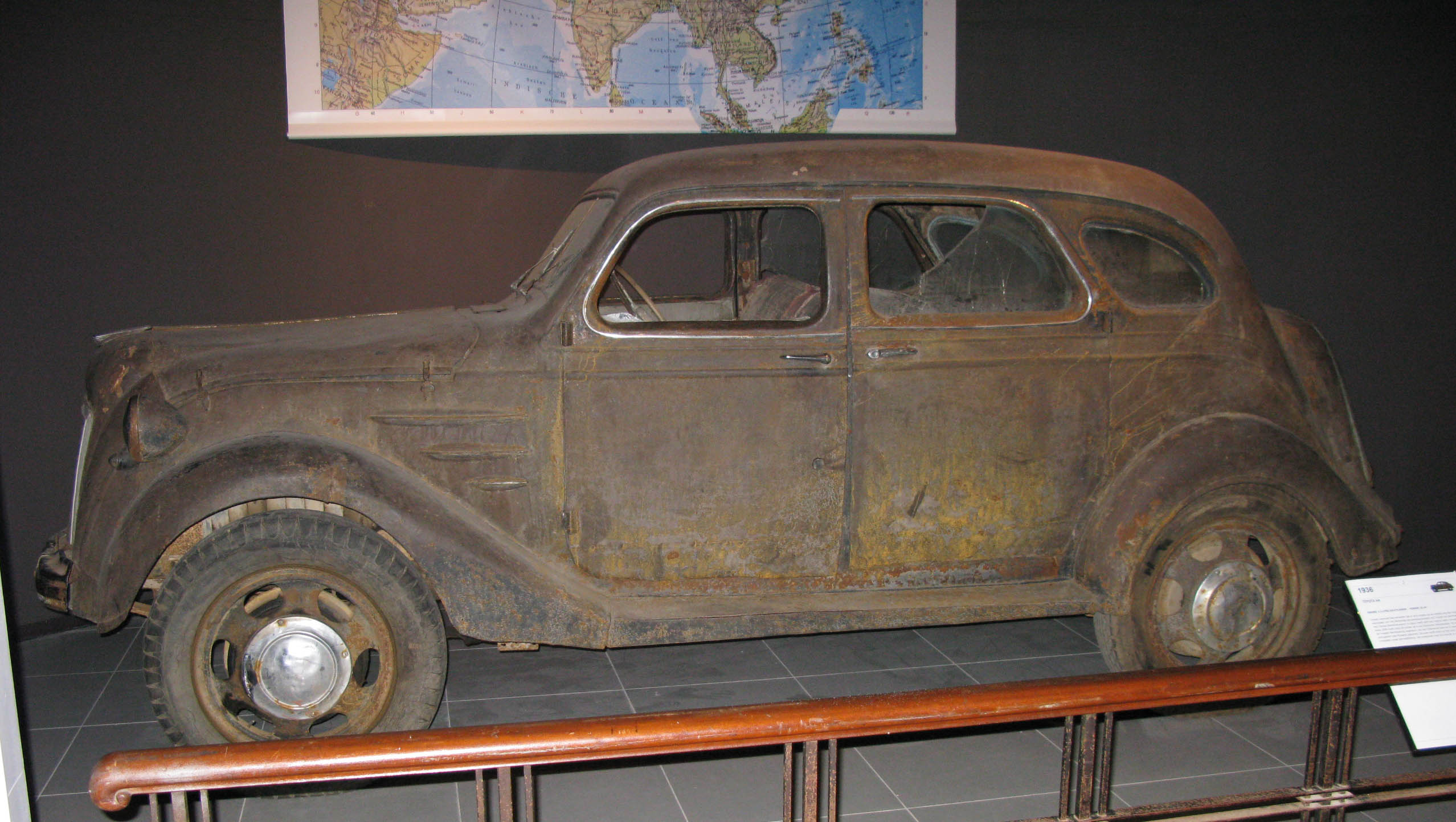
Toyota AA au Musée Louwman

L'A1 était une berline 4 portes entièrement fermée, avec des portes avant conventionnelles à charnières avant et des portes arrière à charnières arrière de style suicide. Il était fortement basé sur le DeSoto Airflow construit par Chrysler, qui était le reflet de l'Art Déco et des apparences épurées. Toyoda a acheté un Airflow et l'a démonté l'année avant la production de l'A1. La vitre avant était une seule pièce de verre plat avec un essuie-glace monté sur le dessus du côté conducteur. Il y avait 3 fenêtres de chaque côté, une pour la porte d'entrée (sans quart de lumière), une pour la porte arrière et une derrière la porte arrière. Un pneu de secours était monté sur le couvercle du coffre presque vertical.
Malgré la carrosserie dérivée de Chrysler, le moteur était une copie du moteur six cylindres de Chevrolet. La production a commencé en 1936. Au total, 1 404 berlines AA ont été produites de 1936 à 1943, date à laquelle le modèle a été remplacé par l'AC, plus austère.
Au total, 353 cabriolets AB, dont la version militaire ABR, ont été produits de 1936 à 1942. 
En 1943, l'AA fut rebaptisé AC. La production se poursuivit jusqu'en 1949. 
Toyota souhaitait retrouver une AA encore en état pour son 50e anniversaire, mais constatant qu'aucun modèle n'avait survécu au Japon, l'entreprise a décidé de construire plusieurs répliques équipées du moteur six cylindres en ligne Toyota 2M de 2,3 litres et de plans existants des années 1940. L'une d'elles est aujourd'hui exposée au Musée de l'automobile Toyota.
La seule Toyota AA encore existante a été découverte en Russie dans les années 2000. Très abandonnée et modifiée à cette époque, elle fut saisie comme butin de guerre au Japon pendant la Seconde Guerre mondiale. Seule la carrosserie est restée d'origine. Le châssis et le moteur ont été remplacés par ceux d'un camion GAZ-51. Cet exemplaire est aujourd'hui exposé au musée Louwman aux Pays-Bas.
Durant la vague rétro des années 1990-2000, Toyota s'est inspiré du style des séries AA/AB/AC originales pour créer la Toyota Classic. Basée sur le châssis du Toyota Hilux, la Classic intégrait le style d'une berline classique, avec des caractéristiques épurées et des équipements modernes. 